# Tobias Stephan
Tobias Stephan (* 21. ledna 1984, Curych, Švýcarsko) je švýcarský hokejový brankář hrající v týmu HC Servette Ženeva ve švýcarské lize NL A.

## Kariéra
V roce 2002 byl vybrán ve 2. kole na 34. místě celkově v draftu NHL týmem Dallas Stars. Až do sezóny 2005-06 hrál Stephan ve švýcarském týmu Kloten Flyers, kde hrál již od juniorského věku. V sezóně 2005-06 už byl nespornou jedničkou Klotenu a vychytal 5 čistých kont. Jeho kariéra v Klotenu byla přerušena v sezóně 2001-02, když část sezóny chytal v americké středoškolské lize USHS za Baldwinsville Bees a druhou část sezóny ve Švýcarsku za EHC Chur.
Před sezónou 2006-07 se Stephan zúčastnil tréninkového tábora klubu NHL Dallas Stars. Poté, co Johan Hedberg odešel z Dallasu do Atlanty Thrashers se Stephan pokoušel prosadit do role náhradního brankáře Stars, na které mu konkuroval Mike Smith. Prvním brankářem Dallasu byl v té době Marty Turco. Tento boj vyhrál Smith a Stephan byl odeslán na farmu do nižší ligy AHL, kde chytal za Iowu Stars. Tam se dělil o chytané zápasy se Stevem Silverthornem. 13. října 2007 Stephan debutoval v NHL při zápase proti Chicagu Blackhawks. Po odchodu Mika Smithe byl Stephan určen jako druhý brankář Stars pro sezónu 2008-09. Před sezónou 2009-10 se Stephan vrátil do Švýcarska, kde podepsal smlouvu s týmem HC Servette Ženeva.

## Úspěchy

### Individuální úspěchy
- All-Star Team MS do 18 let - 2001
- Nejlepší brankář MS do 18 let - 2001
- Brankář roku v NL A - 2009-10

### Týmové úspěchy
- Stříbrná medaile na MS do 18 let - 2001